# Biserici de lemn din județul Suceava
Aceasta este o listă cu biserici vechi de lemn din județul Suceava. Indexarea bisericilor din listă s-a făcut după numele localității în care este localizat lăcașul de cult. Un număr de 35 de biserici de lemn de pe teritoriul județului Suceava au fost incluse pe Lista monumentelor istorice din județul Suceava din anul 2010.

| Denumire                                    | Hram                                                         | Localitate                                                                            | Datare               | Cod LMI               | Imagine |
| ------------------------------------------- | ------------------------------------------------------------ | ------------------------------------------------------------------------------------- | -------------------- | --------------------- | ------- |
| Biserica de lemn din Adâncata               | Sfântul Dumitru                                              | sat Adâncata, comuna Adâncata                                                         | 1794–1796            | SV-II-m-A-05486       |         |
| Biserica de lemn din Băișești               | Sfinții Arhangheli Mihail și Gavriil                         | sat Băișești, comuna Cornu Luncii                                                     | 1778                 | SV-II-m-B-05492       |         |
| Biserica de lemn din Bănești                | Sfântul Nicolae                                              | sat Bănești, comuna Fântânele                                                         | 1706                 | SV-II-m-B-05494       |         |
| Biserica de lemn din Bilca                  | Adormirea Maicii Domnului                                    | sat Bilca, comuna Bilca Amplasament inițial: Vicovu de Jos                            | 1743–1744            | SV-II-m-B-05495       |         |
| Biserica de lemn din Bivolărie              | Sfântul Nicolae                                              | sat Bivolărie, oraș Vicovu de Sus Amplasament inițial: Poiana Teiului                 | 1861                 | Monument neclasificat |         |
| Biserica de lemn din Bogdănești I           | Pogorârea Sfântului Duh                                      | sat Bogdănești, comuna Bogdănești                                                     | 1937–1955            | Monument neclasificat |         |
| Biserica de lemn din Bogdănești II          | Sfinții Arhangheli Mihail și Gavriil                         | sat Bogdănești, comuna Bogdănești                                                     | 1779                 | SV-II-a-B-05498       |         |
| Biserica de lemn din Boroaia                | Adormirea Maicii Domnului Sfinții Apostoli Petru și Pavel    | sat Boroaia, comuna Boroaia                                                           | 1808                 | SV-II-m-B-05499       |         |
| Biserica de lemn din Botoșana               | Sfântul Dumitru                                              | sat Botoșana, comuna Botoșana                                                         | 1810                 | SV-II-m-B-05500       |         |
| Biserica de lemn din Botoșanița Mare        |                                                              | sat Botoșanița Mare, comuna Calafindești                                              | 1763–1783            | Monument neclasificat |         |
| Biserica de lemn din Brașca                 | Sfinții Arhangheli Mihail și Gavriil                         | sat Brașca, comuna Ilișești Amplasament inițial: Stroiești                            | 1808                 | Monument neclasificat |         |
| Biserica de lemn din Breaza                 | Soborul Sfinților Apostoli                                   | sat Breaza, comuna Breaza                                                             | 1913                 | Monument neclasificat |         |
| Biserica de lemn din Broșteni               | Sfântul Nicolae                                              | oraș Broșteni                                                                         | 1760 sau 1779        | SV-II-a-B-05502       |         |
| Biserica de lemn din Calafindești           | Nașterea Maicii Domnului                                     | sat Calafindești, comuna Calafindești Strămutată în județul Neamț                     | 1775                 | Monument neclasificat |         |
| Biserica de lemn din Călinești-Enache       | Sfântul Dumitru                                              | sat Călinești-Enache, comuna Dărmănești Amplasament inițial: Frătăuții Vechi          | 1794                 | SV-II-m-B-05507       |         |
| Biserica de lemn din Câmpulung Moldovenesc  | Nașterea Maicii Domnului                                     | municipiul Câmpulung Moldovenesc                                                      | 1855–1858            | Monument neclasificat |         |
| Biserica de lemn din Cârlibaba              | Sfinții Apostoli Petru și Pavel                              | sat Cârlibaba, comuna Cârlibaba                                                       | 1927                 | Monument neclasificat |         |
| Biserica de lemn din Ciomârtan              | Sfinții Arhangheli Mihail și Gavriil                         | sat Ciomârtan, comuna Zamostea Amplasament inițial: Tureatca sau Hilișeu              | 1780, 1800 sau 1806  | Monument neclasificat |         |
| Biserica de lemn din Ciumârna               | Sfântul Nicolae                                              | sat Ciumârna, comuna Vatra Moldoviței Amplasament inițial: Câmpulung Moldovenesc      | 1698                 | Monument neclasificat |         |
| Biserica de lemn din Colacu                 | Sfântul Nicolae                                              | sat Colacu, comuna Fundu Moldovei                                                     | 1800                 | SV-II-a-A-05522       |         |
| Biserica de lemn de la Mănăstirea Corlățeni |                                                              | sat Pojorâta, comuna Pojorâta                                                         | 1927–1934            | Monument neclasificat |         |
| Biserica de lemn din Cornu Luncii           | Sfântul Dumitru                                              | sat Cornu Luncii, comuna Cornu Luncii                                                 |                      | Monument neclasificat |         |
| Biserica de lemn din Costișa                | Nașterea Maicii Domnului                                     | sat Costișa, comuna Frătăuții Noi                                                     | 1877                 | Monument neclasificat |         |
| Biserica de lemn din Cumpărătura            | Cuvioasa Parascheva                                          | sat Cumpărătura, comuna Bosanci Amplasament inițial: Poiana (Brusturi)                | 1792                 | SV-II-m-B-05525       |         |
| Biserica de lemn din Dănila                 | Sfinții Cosma și Damian                                      | sat Dănila, comuna Dărmănești Amplasament inițial: Costâna                            | 1786                 | Monument neclasificat |         |
| Biserica de lemn din Dărmănești             | Înălțarea Domnului                                           | sat Dărmănești, comuna Dărmănești                                                     | Sfârșitul sec. XVIII | SV-II-m-B-05526       |         |
| Biserica de lemn din Dornișoara             | Sfinții Împărați Constantin și Elena                         | sat Dornișoara, comuna Poiana Stampei                                                 | 1936–1944            | Monument neclasificat |         |
| Biserica de lemn din Drăgoiești             | Nașterea Maicii Domnului                                     | sat Drăgoiești, comuna Drăgoiești                                                     | 1816–1819            | Monument neclasificat |         |
| Biserica de lemn din Drăgușeni              | Adormirea Maicii Domnului Sfântul Spiridon                   | sat Drăgușeni, comuna Drăgușeni                                                       | 1780                 | SV-II-m-B-05532       |         |
| Biserica de lemn din Dumbrava               | Sfântul Dumitru Buna Vestire                                 | sat Dumbrava, comuna Grănicești                                                       | 1742, 1749 sau 1872  | Monument neclasificat |         |
| Biserica de lemn din Fălticeni              | Sfântul Gheorghe                                             | municipiul Fălticeni                                                                  | 1765                 | SV-II-m-B-05535       |         |
| Biserica de lemn din Forăști                | Sfântul Nicolae                                              | sat Forăști, comuna Forăști                                                           | 1766                 | SV-II-m-A-05549       |         |
| Biserica de lemn din Frătăuții Noi          | Adormirea Maicii Domnului                                    | sat Frătăuții Noi, comuna Frătăuții Noi                                               | 1744                 | Monument neclasificat |         |
| Biserica de lemn din Grănicești             | Sfinții Arhangheli Mihail și Gavriil                         | sat Grănicești, comuna Grănicești                                                     | 1758                 | Monument neclasificat |         |
| Biserica de lemn din Horodnic de Jos        | Înălțarea Sfintei Cruci                                      | sat Horodnic de Jos, comuna Horodnic de Jos                                           | 1717                 | SV-II-m-B-05556       |         |
| Biserica de lemn din Horodnic de Sus        | Sfântul Dumitru                                              | sat Horodnic de Sus, comuna Horodnic de Sus                                           | 1790–1791            | SV-II-m-B-05557       |         |
| Biserica de lemn din Humoreni               | Sfinții Arhangheli Mihail și Gavriil                         | sat Humoreni, comuna Comănești Amplasament inițial: Pârteștii de Jos                  | Mijlocul sec. XVIII  | SV-II-m-B-05559       |         |
| Biserica de lemn din Iacobeni               | Sfântul Gheorghe                                             | sat Iacobeni, comuna Iacobeni                                                         | 1817–1818            | Monument neclasificat |         |
| Biserica de lemn din Iacobești              | Nașterea Maicii Domnului                                     | sat Iacobești, comuna Grănicești Amplasament inițial: Capu Câmpului                   | 1782                 | SV-II-m-B-05561       |         |
| Biserica de lemn din Lămășeni               | Sfântul Nicolae                                              | sat Lămășeni, comuna Rădășeni                                                         | 1760–1762            | SV-II-m-B-05564       |         |
| Biserica de lemn din Lucăcești              | Sfântul Dumitru                                              | sat Lucăcești, comuna Drăgoiești                                                      | 1890–1891            | Monument neclasificat |         |
| Biserica de lemn din Mănăstioara (Siret)    | Sfântul Dumitru                                              | sat Mănăstioara, oraș Siret Amplasament inițial: Țibeni                               | 1730                 | Monument neclasificat |         |
| Biserica de lemn din Mănăstioara (Udești)   | Intrarea Maicii Domnului în Biserică                         | sat Mănăstioara, comuna Udești                                                        | 1700 sau 1760        | SV-II-m-B-05567       |         |
| Biserica de lemn din Măriței                | Adormirea Maicii Domnului                                    | sat Măriței, comuna Dărmănești                                                        | 1897–1900            | Monument neclasificat |         |
| Biserica de lemn din Măzănăești             | Adormirea Maicii Domnului                                    | sat Măzănăești, comuna Drăgoiești                                                     | 1925–1928            | Monument neclasificat |         |
| Biserica de lemn din Milișăuți              |                                                              | oraș Milișăuți                                                                        | 1919                 | Monument neclasificat |         |
| Biserica de lemn din Mitocași               | Cuvioasa Parascheva                                          | sat Mitocași, comuna Mitocu Dragomirnei                                               | 1792–1794            | SV-II-a-B-05575       |         |
| Biserica de lemn din Moara Nica             | Sfinții Arhangheli Mihail și Gavriil                         | sat Moara Nica, comuna Moara Amplasament inițial: Bosanci                             | 1774                 | SV-II-m-B-05578       |         |
| Biserica de lemn din Mușenița               |                                                              | sat Mușenița, comuna Mușenița                                                         | 1790                 | Monument neclasificat |         |
| Biserica de lemn din Pârteștii de Sus       | Sfinții Arhangheli Mihail și Gavriil                         | sat Pârteștii de Sus, comuna Cacica                                                   | 1779–1780            | SV-II-a-B-05582       |         |
| Biserica de lemn din Poiana Stampei         | Sfinții Arhangheli Mihail și Gavriil                         | sat Poiana Stampei, comuna Poiana Stampei                                             | 1883–1885            | SV-II-m-B-05588       |         |
| Biserica de lemn din Poiana (Zvoriștea)     | Sfinții Arhangheli Mihail și Gavriil                         | sat Poiana, comuna Zvoriștea                                                          | 1744                 | Monument neclasificat |         |
| Biserica de lemn din Poieni-Suceava         | Sfântul Gheorghe                                             | sat Poieni-Suceava, comuna Udești                                                     | 1904                 | Monument neclasificat |         |
| Biserica de lemn din Praxia                 | Sfinții Arhangheli Mihail și Gavriil Sfântul Gheorghe        | sat Praxia, comuna Fântâna Mare Amplasament inițial: Râșca                            | 1797                 | SV-II-m-B-05590       |         |
| Biserica de lemn din Putna                  | Intrarea Maicii Domnului în Biserică                         | sat Putna, comuna Putna Amplasament inițial: Volovăț                                  | 1346 sau 1353        | SV-II-m-A-05594       |         |
| Biserica de lemn de la Mănăstirea Rarău     |                                                              | sat Chiril, comuna Crucea                                                             |                      | Monument neclasificat |         |
| Biserica de lemn din Rădășeni               | Sfântul Mercurie și Sfânta Ecaterina                         | sat Rădășeni, comuna Rădășeni                                                         | 1611                 | SV-II-m-A-05597       |         |
| Biserica de lemn din Românești              | Sfântul Nicolae                                              | sat Românești, comuna Grănicești                                                      | 1759                 | Monument neclasificat |         |
| Biserica de lemn din Rudești I              | Adormirea Maicii Domnului                                    | sat Rudești, comuna Grămești                                                          | Sec. XVIII           | SV-II-m-A-05636       |         |
| Biserica de lemn din Rudești II             | Sfântul Dumitru                                              | sat Rudești, comuna Grămești                                                          | 1792                 | SV-II-m-B-05635       |         |
| Biserica de lemn din Sadău                  | Sfinții Arhangheli Mihail și Gavriil                         | sat Sadău, comuna Brodina                                                             | 1878                 | Monument neclasificat |         |
| Biserica de lemn din Slătioara              | Sfinții Arhangheli Mihail și Gavriil                         | sat Slătioara, comuna Râșca                                                           | 1797                 | Monument neclasificat |         |
| Biserica de lemn din Soloneț                | Sfântul Nicolae                                              | sat Soloneț, comuna Todirești                                                         | 1781                 | SV-II-m-B-05648       |         |
| Biserica de lemn din Șerbănești             | Sfinții Arhangheli Mihail și Gavriil                         | sat Șerbănești, comuna Zvoriștea                                                      | 1778                 | SV-II-m-B-05652       |         |
| Biserica de lemn din Todirești              | Sfinții Arhangheli Mihail și Gavriil Înălțarea Sfintei Cruci | sat Todirești, comuna Todirești                                                       | 1782                 | SV-II-m-B-05653       |         |
| Biserica de lemn din Vama I                 | Înălțarea Domnului                                           | municipiul Suceava (în incinta Muzeului Satului Bucovinean) Amplasament inițial: Vama | 1783                 | SV-II-a-B-05654       |         |
| Biserica de lemn din Vama II                | Sfântul Nicolae                                              | sat Vama, comuna Vama                                                                 | 1796                 | SV-II-m-B-05655       |         |
| Biserica de lemn din Zamostea               | Sfântul Dumitru                                              | sat Zamostea, comuna Zamostea                                                         | 1925                 | Monument neclasificat |         |
| Biserica de lemn din Zvoriștea              |                                                              | sat Zvoriștea, comuna Zvoriștea                                                       | Începutul sec. XX    | Monument neclasificat |         |

## Vezi și
- Biserici de lemn din Moldova
- Biserici de lemn din România

## Legături externe
- Biserici de lemn din România (CIMEC)